# Monhysteridae
Monhysteridae är en familj av rundmaskar. Monhysteridae ingår i ordningen Monhysterida, klassen Adenophorea, fylumet rundmaskar och riket djur. Enligt Catalogue of Life omfattar familjen Monhysteridae 289 arter. 

## Dottertaxa till Monhysteridae, i alfabetisk ordning[1][2]
- Amphimonhystera
- Amphimonhystrella
- Austronema
- Branchinema
- Cenolaimus
- Cobbia
- Cylindrotheristus
- Dactylaimus
- Diplolaimella
- Diplolaimelloides
- Echinotheristus
- Elzalia
- Eumonhystera
- Filipjeva
- Gammarinema
- Gnomoxyala
- Gonionchus
- Hofmaenneria
- Litotes
- Longilaimus
- Megalamphis
- Mesotheristus
- Metadesmolaimus
- Monhystera
- Monhystrella
- Monhystrium
- Odontobius
- Omicronema
- Paramonhystera
- Paramonohystera
- Promonhystera
- Pseudosteineria
- Pseudotheristus
- Pulchranemella
- Retrotheristus
- Rhynchonema
- Sitadevinema
- Sphaerotheristus
- Spiramphinema
- Spirotheristus
- Steineria
- Theristus
- Trichotheristus
- Tripylium
- Tubolaimus
- Valvaelaimus
- Wieserius
- Xenolaimus
- Xyala
- Zygonemella